# Boris Spassky
Boris Vasilievich Spassky (em russo: Бори́с Васильевич Спасский; Leningrado, atualmente São Petersburgo, 30 de janeiro de 1937 – Moscou, 27 de fevereiro de 2025) foi um grande mestre de xadrez russo naturalizado francês e décimo campeão mundial de xadrez.

## Biografia
Após evacuar Leningrado durante o cerco à cidade quanto tinha cinco anos de idade, Spassky passou o resto da Segunda Guerra Mundial em um orfanato junto seu irmão George, período em que aprendeu a jogar xadrez. Com uma infância marcada pela guerra e pela pobreza, seu interesse pelo jogo aflorou aos nove anos de idade, após o reencontro com seus pais, ao conhecer um pavilhão de xadrez em sua cidade natal. Em 1947, aos dez anos, derrotou o futuro campeão mundial Mikhail Botvinnik em uma exibição simultânea. Aos 18 anos, ganhou o Campeonato Mundial de Xadrez Júnior de 1955, disputado na cidade belga de Antuérpia, e ao classificar-se para o Torneio de Candidatos de 1956, obteve o título de Grande Mestre (GM).
Spassky era considerado um jogador equilibrado, podendo adaptar seu estilo de jogo ao do adversário, algo que lhe conferia vantagem para enfrentar e vencer a maioria dos Grandes Mestres de elite. Por exemplo, no match final do torneio dos candidatos (de onde sai o desafiante do campeão mundial) contra o lendário Mikhail Tal, especialista em tática (Tbilisi, 1965), Spassky conseguiu evitar a força da táctica do Grande Mestre Tal. Esta vitória o levou ao seu primeiro match pelo Campeonato Mundial contra Tigran Petrosian em 1966. Spassky perdeu por 12,5 - 11,5, mas tendo o direito de desafiar Petrosian de novo três anos depois. Mais uma vez, o estilo flexível de Spassky foi decisivo para sua vitória sobre Petrosian, por 12,5 - 10,5, em 1969.
O reinado de Boris Vasilievich Spassky como Campeão do Mundo durou apenas três anos, uma vez que perdeu o título para a lenda americana Bobby Fischer em 1972. A disputa aconteceu em Reiquiavique, capital da Islândia, no auge da Guerra Fria e foi vista como símbolo do confronto política. Fischer ganhou e Spassky voltou para a URSS em desgraça; apesar disso, Spassky continuou a jogar e ganhou vários campeonatos, incluindo o Campeonato Soviético em 1973.

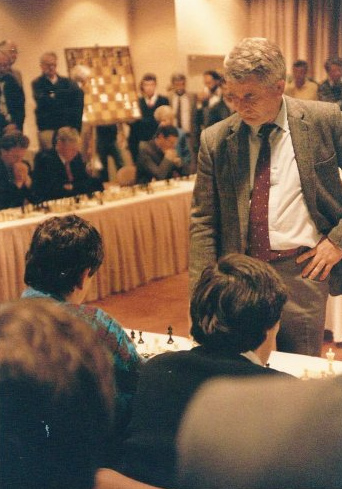
Jogos simultâneos contra Spassky em 1989

Em 1974, no torneio de candidatos, Spassky perdeu para a estrela em ascensão Anatoly Karpov em Leningrado, +1 -4. Karpov reconheceu publicamente a superioridade de Spassky, mas após uma série de jogos, Karpov conquistou os pontos suficientes para conquistar o match.
Nos anos seguintes Spassky mostrou-se relutante em dedicar-se totalmente ao xadrez: confiando no seu talento natural para o jogo, por vezes preferia jogar uma partida de tênis a trabalhar sobre o tabuleiro. Com efeito, o Campeonato Mundial de 1972 e o match dos candidatos contra Karpov em 1974 assinalaram o início de sua decadência como enxadrista profissional. Spassky casou-se com uma francesa na década de 1970, adquirindo a nacionalidade francesa em 1978.
Em 1992, Fischer, após um afastamento de 20 anos do xadrez, reapareceu para jogar contra Spassky em Belgrado e Montenegro, reeditando o Campeonato Mundial de 1972. Na altura, Boris Spassky ocupava a 106ª posição no ranking da FIDE, enquanto Fischer, devido à sua inatividade, nem aparecia na lista. Este match foi basicamente o último grande desafio de Boris. Problemas de saúde não lhe permitiram apresentar um bom desempenho. Fischer venceu com 10 vitórias, 5 derrotas e 15 empates.